# ووستوچنویه (آستراخان)
ووستوچنویه (به لاتین: Vostochnoye) یک منطقهٔ مسکونی در روسیه است که در استان آستراخان واقع شده‌است.